# Елешнишка крепост
Елешнишката крепост (на гръцки: Οχύρωση Φαιάς Πέτρας) е средновековно отбранително съоръжение, разположено край валовищкото село Елешница (Феа Петра), Северна Гърция.

## Местоположение
Крепостта е разположена на скалист и стръмен хълм, разположен на 0,5 km югоизточно от село Елешница. Ридът има добра естествена защита. Северно от скалата тече дълбок поток, чиито води след около километър и половина се вливат в река Белица. Отдалечено е на 4 km от крепостта Ески Хисар, като има визуален контакт и с нея и с Хисар във Валовища.

## История
Крепостта не се споменава в исторически източници. Повърхностната керамика датира от римско до късновизантийско време. От това, което се вижда, районът е бил използван от Римския период до Късновизантийския период XIII - XIV век. Районът е окончателно завладян от османците в 1383 година.
Градежът на стената е с варов разтвор, което я прави средновековна. По същество това е рудиментарна стена, блокираща входа на скалата. Не изглежда да е имало някога силно укрепление или крепост.
Заселването на мястото вероятно се дължи на съществуването и експлоатацията на находищата на желязо, които изобилстват в по-широкия район. Железните мини в района са известни от дълбока древност и експлоатацията им е продължила и по време на османското владичество.

## Архитектура
Стена е запазена основно от юг-югозападната страна на скалата, която е била и най-уязвима. Другите страни имат естествената защита на отвесните скали.
От стената, преграждаща входа, са запазени няколко руини с обща дължина около 25 m. Градежът се състои от различни по големина камъни със свързващ хоросан между тях и малко керамика. Оцелялата височина днес е един до един и половина метра. Няколко останки от стената има и от западната страна. Тук стената просто запълва празнините между скалите. От западната страна е най-добре запазената част от стената с дължина 6 m и височина 2,5 m и дебелина 0,90 m.
Вътре няма следи от сгради. Извън стената от южната страна има плато, пълно с разпръснати камъни, камъни и керамика. Вероятно тук е било селището.